# ولتو
ولتو (به لاتین: Veletov) یک ناحیه در جمهوری چک است که در Kolín District واقع شده‌است.